# 上海历史年表 (1912年—1949年)
| 上海历史年表                                                                                                |
| --- |
| 宋朝及之前 · 元朝 · 明朝 · 1842年以前的清朝 · 1842年－1862年 · 1863年－1911年 · 1912年－1949年 · 1949年至今 |

| 日期          | 事件                                                                                             | 简述 |
| 1912年1月1日  | 中华民国成立                                                                                     | 1912年前后，中国正值改朝换代，清朝的旧势力尚未彻底清除，民国的新势力尚且稚嫩，从中央到地方，军阀当道，政府几近瘫痪，社会呈现出一片无序混乱的状态。然而就在同时，上海的租界却有如国中之国，独享着一份特别的平和，甚而，租界在经济、人口等各方面都进一步加快了其发展的速度，由1912年开始至1936年可谓上海租界高度繁荣的一个阶段。                                                                                         |
| 1914年        | 第一次世界大战爆发                                                                               | 第一次世界大战的爆发之于上海租界的影响可谓是隐性的。首先，各外国列强在上海租界内的势力均衡状态被打破了，德国由一种非正式的方式被排除出上海租界的权利机构和社交生活，而日本则瞅准了机会一脚踏进德国人留下的空位。其次，虽然各国在上海租界内彼此之间始终存在着明争暗斗，但对外（中国），他们始终是一个整体（白种人），第一次世界大战的爆发使他们内部的分裂暴露出来，德国人和奥地利人变成了敌人，白种人之尊严出现了危机。 |
| 1915年1月27日 | 《推广租界草案》被提出                                                                           | 1911年辛亥革命后，各列强国原有的一套针对清政府的租界扩张手段有所收敛，租界的扩张事宜也有所停顿。现在随着租界经济的突飞猛进，扩张一事又重提起来。《推广租界草案》于当年的3月4日被刊登在《工部局公报》上。然而由于上一年爆发的第一次世界大战战事趋于扩大化的影响，此次的扩张计划再一次被搁浅。 |
| 1917年8月14日 | 中国对德宣战                                                                                     | 中国的对德宣战有利有弊。弊，宣战之最初意志实非中国本身所有，而是受了英国、美国等外国使节的利诱及胁迫，这说明中国连宣战这样一种基本的主权也已经丧失。利，虽然宣战是被动的，但换一个角度来看，向来处于被侵略被殖民地位的中国现在与那些侵略国一同向着另一个侵略国宣战，这意味着中国在宣战的同时获得了某种概念上的平等，也意味着，侵略国对中国在某种程度上的认同。                                                         |
| 1919年        | 第一次世界大战结束，巴黎和会召开                                                                 | 中国代表在和会上提出租界问题，未果。 |
| 1919年5月1日  | 义勇消防队由原来的义务参与改为雇佣形式，并且开始雇佣中国人。同时，中国人也组织了自己的街路联合会 | |
| 1919年5月7日  | 抵制日货运动爆发，义勇队戒备租界                                                                 | |